# Aranylabda

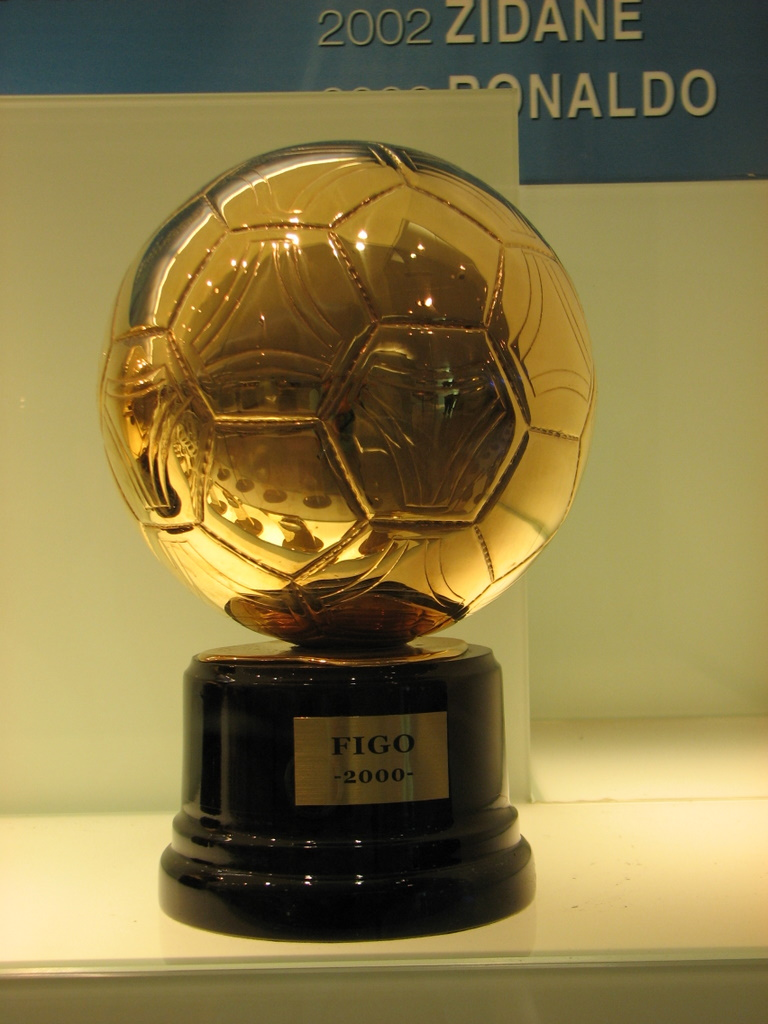
Luís Figo 2000

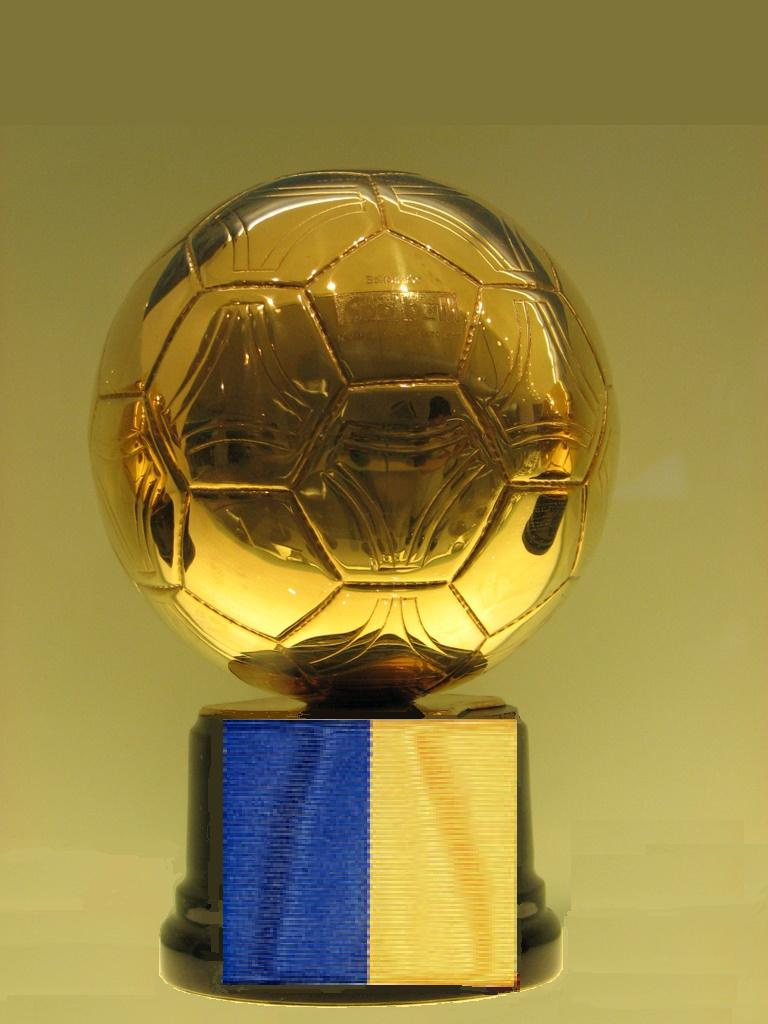
Andrij Sevcsenko 2004

A Ballon d’Or, vagyis az Aranylabda az európai labdarúgás egyéni trófeája, melyet a legjobb teljesítményt nyújtó labdarúgó kaphat meg. A díjat 1956-ban alapította a francia labdarúgó szaklap, a France Football Gabriel Hanot, Jacques Ferran, Jacques Goddet és Jacques de Ryswick újságírók kezdeményezése alapján. A választás szabályai az idők folyamán változtak, 1995 óta az Európában játszó labdarúgók is megkaphatják, vagyis nem számít, hogy milyen nemzetiségűek, csak európai csapatnál legyenek leigazolva, 2007-ben pedig kiterjesztették valamennyi labdarúgóra. Régebben az európai szövetség (UEFA) tagállamainak egy-egy szakújságírója szavazhatott a legjobbakra, 2007 után azonban 96-ra nőtt a zsűri tagjainak száma. 2010-ben a díjat összevonták a FIFA év játékosa díjjal.
2016. szeptember 16-án bejelentették, hogy a France Football ismét önállóan adja át a díjat, valamint, hogy még az év vége előtt ismertetik a győztes kilétét az elmúlt évek gyakorlatától eltérően, a győztesekre pedig ismét csak az európai újságírók szavazhatnak.
2020-ban a France Football szerkesztségének döntése értelmébe, tekintettel a koronavírus-járványra, nem osztották ki a díjat. Ebben az évben internetes szavazás folytán összeállította az Aranylabda-álomcsapatot (Ballon d'Or Dream Team), amelybe végül Lev Jasin, Cafu, Franz Beckenbauer, Paolo Maldini, Lothar Matthäus, Xavier Hernández, Diego Maradona, Pelé, Lionel Messi, Ronaldo és Cristiano Ronaldo került be. A szavazáson négy magyar jelölt, Bozsik József, Puskás Ferenc, Kubala László és Kocsis Sándor volt.
Az első Európán kívüli díjazott a libériai George Weah volt 1995-ben, védőként pedig elsőként a német Franz Beckenbauer nyert 1972-ben. Kapusként Lev Jasinnak sikerült elnyernie a díjat 1963-ban.
A győzelmek száma szerint az argentin Lionel Messi foglalja el az első helyet nyolc győzelemmel, a portugál Cristiano Ronaldo ötször vehette át a díjat, míg utánuk következik a két holland, Johan Cruijff és Marco van Basten, valamint a francia Michel Platini három-három aranylabdával. Platini és Messi sorozatban háromszor bizonyult a legjobbnak. A nemzetek rangsorában az argentinok vezetnek nyolc kitüntetettel.
A magyarok közül eddig csak Albert Flórián nyerte el a legjobb európai labdarúgónak járó Aranylabdát, 1967-ben.

## Aranylabdások
A táblázatban az a csapat szerepel a játékosok neve mellett, amelynek tagjaként megkapták az Aranylabdát.

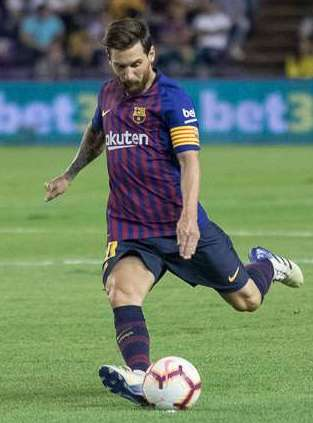
Lionel Messi, nyolcszoros aranylabdás

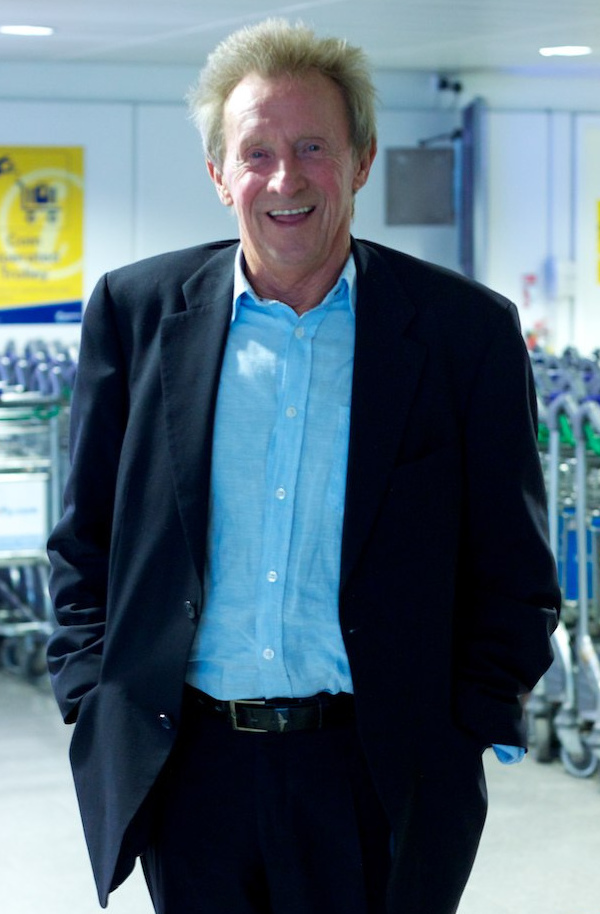
Denis Law 1964

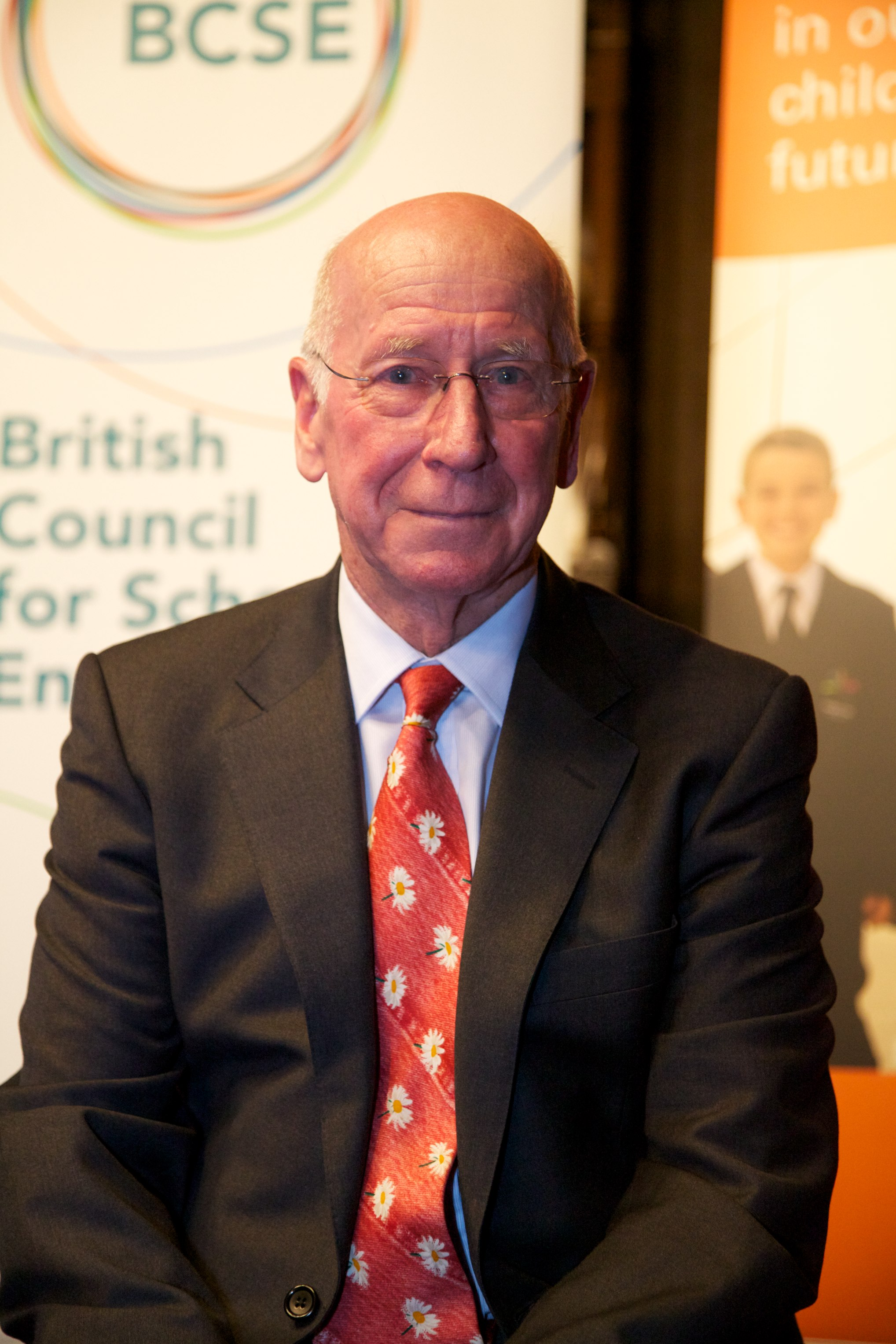
Bobby Charlton 1966

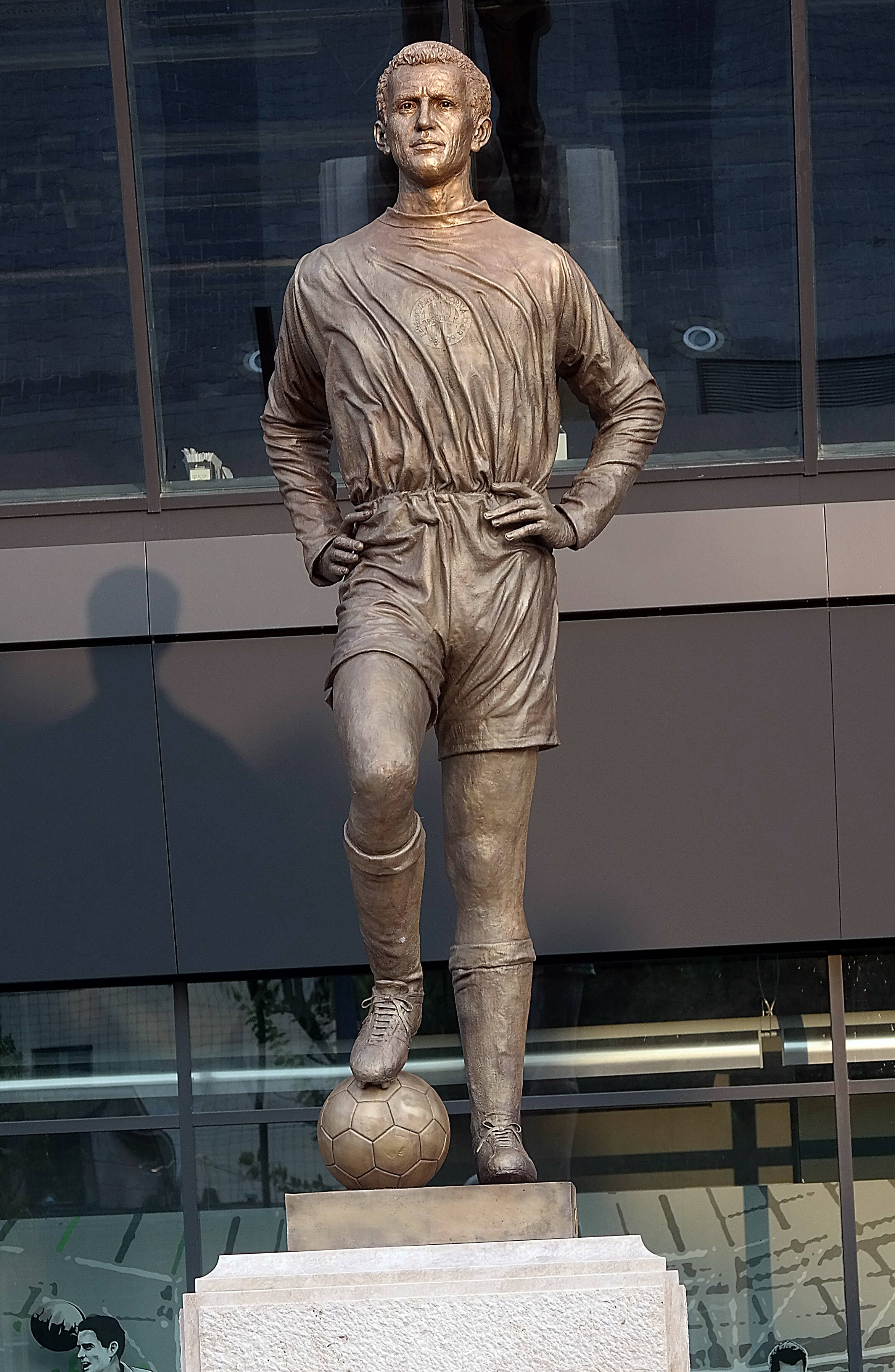
Albert Flórián 1967

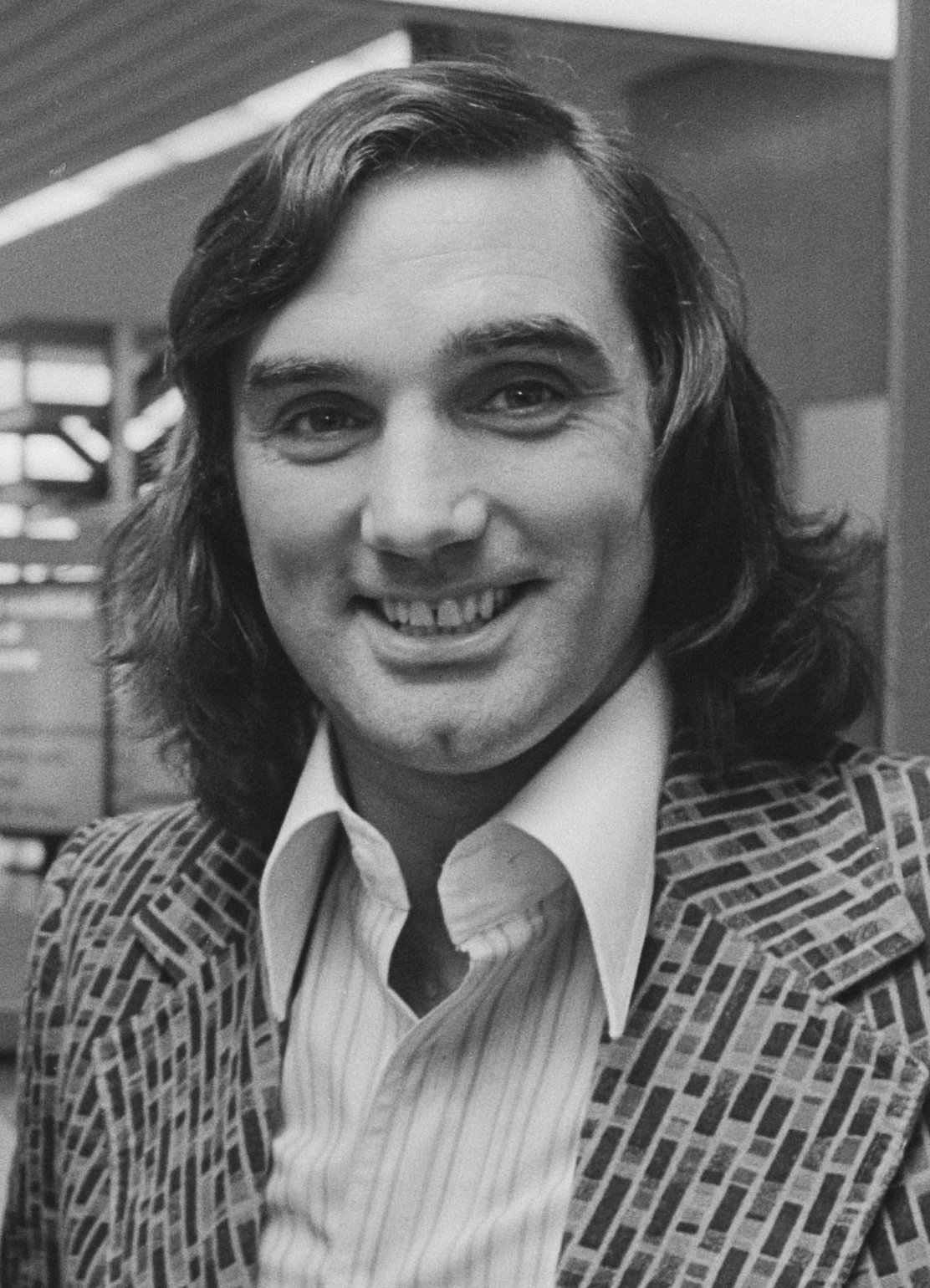
George Best 1968

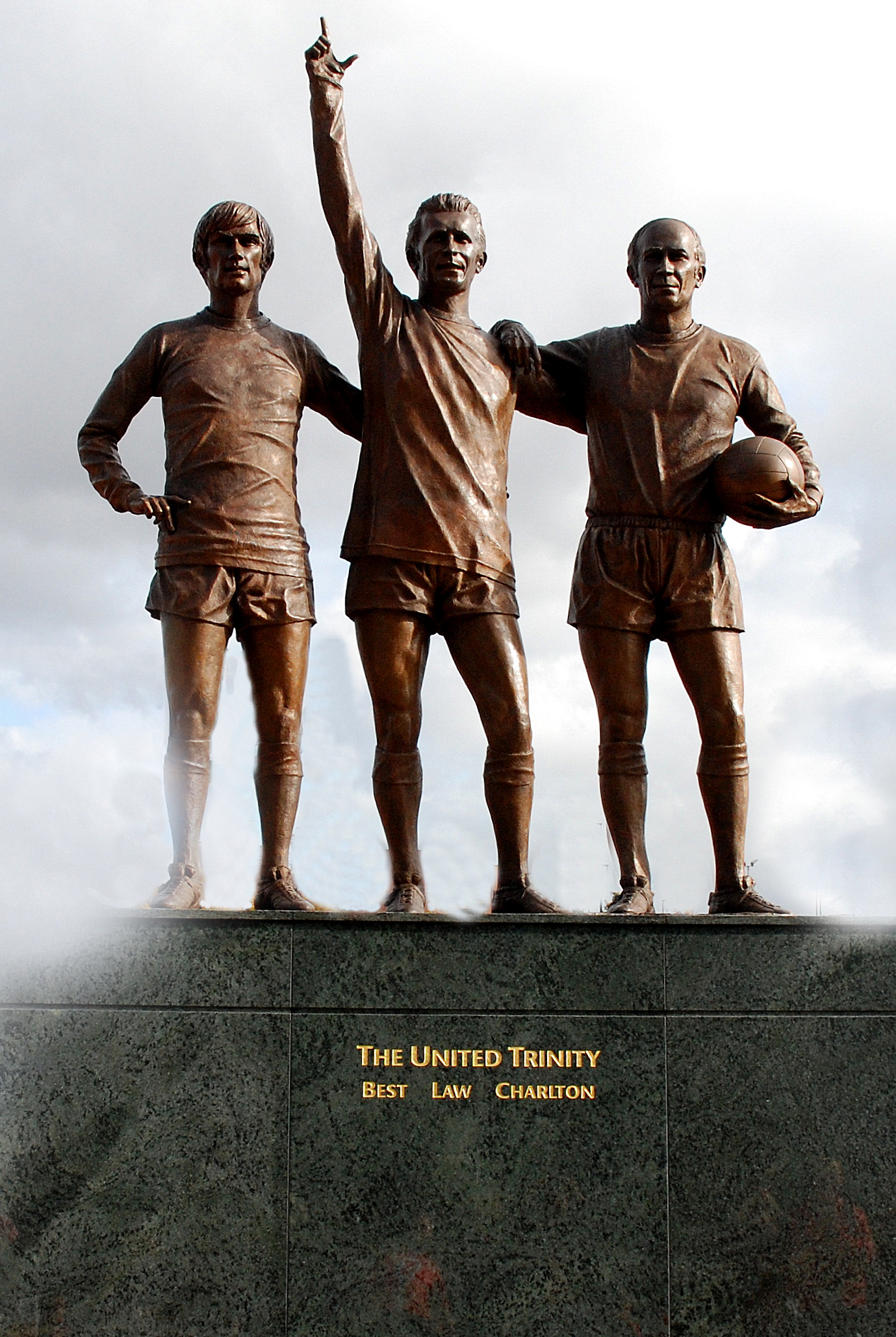
United Trinity, a „Szentháromság”: (balról) George Best (északír), Denis Law (skót) és Bobby Charlton (angol) közös, uniós szobra az Old Traffordon

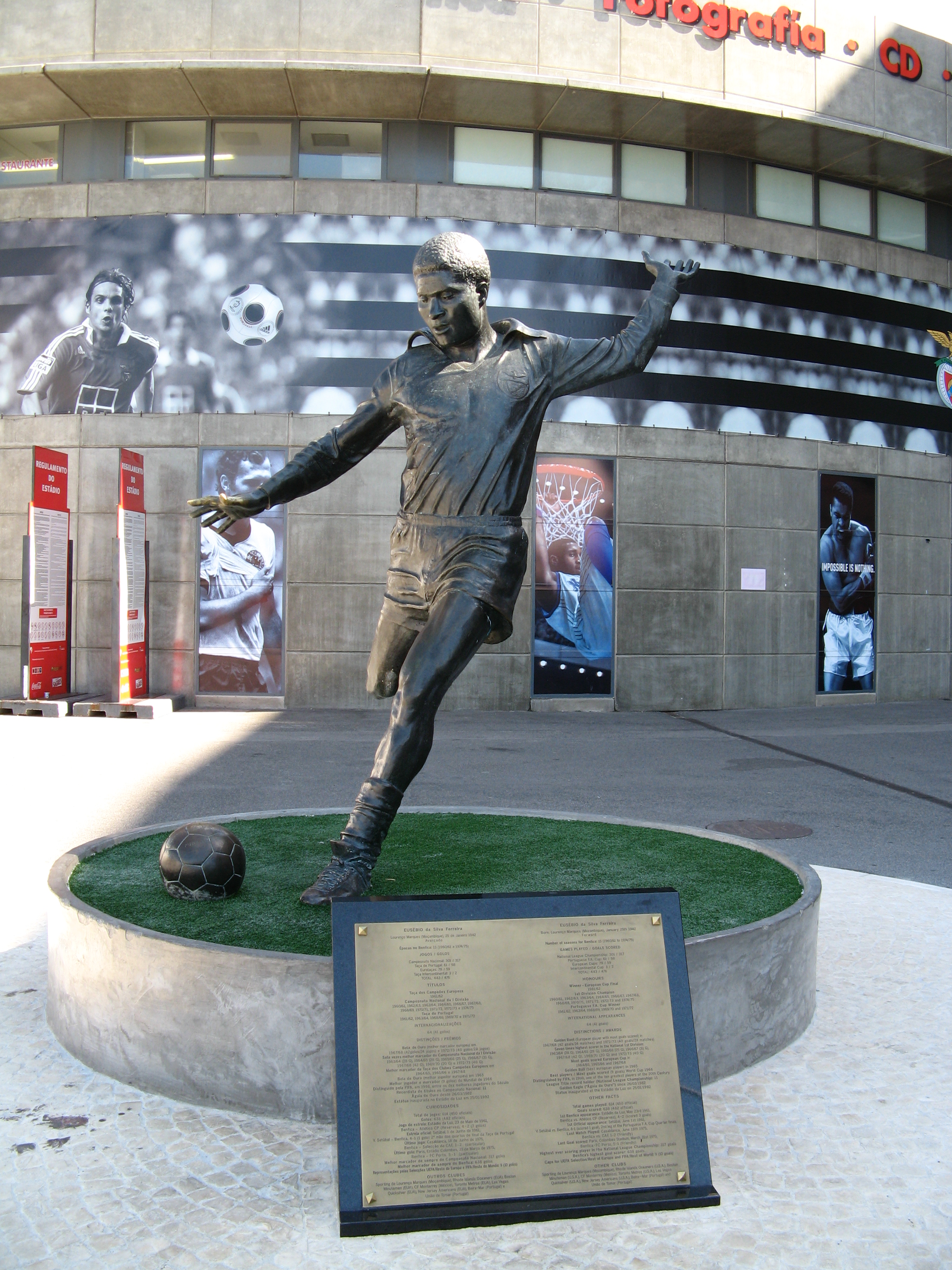
Eusébio 1965

| Év                                                    | Játékos                                                             | Nemzetiség                                                          | Csapat                                                              |
| ----------------------------------------------------- | ------------------------------------------------------------------- | ------------------------------------------------------------------- | ------------------------------------------------------------------- |
| 1956                                                  | Stanley Matthews                                                    | angol                                                               | Blackpool                                                           |
| 1957                                                  | Alfredo Di Stéfano                                                  | spanyol                                                             | Real Madrid                                                         |
| 1958                                                  | Raymond Kopa                                                        | francia                                                             | Real Madrid                                                         |
| 1959                                                  | Alfredo Di Stéfano (2)                                              | spanyol                                                             | Real Madrid                                                         |
| 1960                                                  | Luis Suarez                                                         | spanyol                                                             | FC Barcelona                                                        |
| 1961                                                  | Omar Sívori                                                         | olasz                                                               | Juventus                                                            |
| 1962                                                  | Josef Masopust                                                      | csehszlovák                                                         | Dukla Praha                                                         |
| 1963                                                  | Lev Jasin                                                           | szovjet                                                             | Gyinamo Moszkva                                                     |
| 1964                                                  | Denis Law                                                           | skót                                                                | Manchester United                                                   |
| 1965                                                  | Eusébio                                                             | portugál                                                            | Benfica                                                             |
| 1966                                                  | Bobby Charlton                                                      | angol                                                               | Manchester United                                                   |
| 1967                                                  | Albert Flórián                                                      | magyar                                                              | Ferencváros                                                         |
| 1968                                                  | George Best                                                         | északír                                                             | Manchester United                                                   |
| 1969                                                  | Gianni Rivera                                                       | olasz                                                               | AC Milan                                                            |
| 1970                                                  | Gerd Müller                                                         | német                                                               | FC Bayern München                                                   |
| 1971                                                  | Johan Cruijff                                                       | holland                                                             | AFC Ajax                                                            |
| 1972                                                  | Franz Beckenbauer                                                   | német                                                               | FC Bayern München                                                   |
| 1973                                                  | Johan Cruijff (2)                                                   | holland                                                             | FC Barcelona                                                        |
| 1974                                                  | Johan Cruijff (3)                                                   | holland                                                             | FC Barcelona                                                        |
| 1975                                                  | Oleg Blohin                                                         | szovjet                                                             | Gyinamo Kijev                                                       |
| 1976                                                  | Franz Beckenbauer (2)                                               | német                                                               | FC Bayern München                                                   |
| 1977                                                  | Allan Simonsen                                                      | dán                                                                 | Mönchengladbach                                                     |
| 1978                                                  | Kevin Keegan                                                        | angol                                                               | Hamburger SV                                                        |
| 1979                                                  | Kevin Keegan (2)                                                    | angol                                                               | Hamburger SV                                                        |
| 1980                                                  | Karl-Heinz Rummenigge                                               | német                                                               | FC Bayern München                                                   |
| 1981                                                  | Karl-Heinz Rummenigge (2)                                           | német                                                               | FC Bayern München                                                   |
| 1982                                                  | Paolo Rossi                                                         | olasz                                                               | Juventus                                                            |
| 1983                                                  | Michel Platini                                                      | francia                                                             | Juventus                                                            |
| 1984                                                  | Michel Platini (2)                                                  | francia                                                             | Juventus                                                            |
| 1985                                                  | Michel Platini (3)                                                  | francia                                                             | Juventus                                                            |
| 1986                                                  | Ihor Bjelanov                                                       | szovjet                                                             | Gyinamo Kijev                                                       |
| 1987                                                  | Ruud Gullit                                                         | holland                                                             | AC Milan                                                            |
| 1988                                                  | Marco van Basten                                                    | holland                                                             | AC Milan                                                            |
| 1989                                                  | Marco van Basten (2)                                                | holland                                                             | AC Milan                                                            |
| 1990                                                  | Lothar Matthäus                                                     | német                                                               | Internazionale                                                      |
| 1991                                                  | Jean-Pierre Papin                                                   | francia                                                             | Olympique de Marseille                                              |
| 1992                                                  | Marco van Basten (3)                                                | holland                                                             | AC Milan                                                            |
| 1993                                                  | Roberto Baggio                                                      | olasz                                                               | Juventus                                                            |
| 1994                                                  | Hriszto Sztoicskov                                                  | bolgár                                                              | FC Barcelona                                                        |
| 1995                                                  | George Weah                                                         | libériai                                                            | AC Milan                                                            |
| 1996                                                  | Matthias Sammer                                                     | német                                                               | Borussia Dortmund                                                   |
| 1997                                                  | Ronaldo                                                             | brazil                                                              | Internazionale                                                      |
| 1998                                                  | Zinédine Zidane                                                     | francia                                                             | Juventus                                                            |
| 1999                                                  | Rivaldo                                                             | brazil                                                              | FC Barcelona                                                        |
| 2000                                                  | Luís Figo                                                           | portugál                                                            | Real Madrid                                                         |
| 2001                                                  | Michael Owen                                                        | angol                                                               | Liverpool                                                           |
| 2002                                                  | Ronaldo (2)                                                         | brazil                                                              | Real Madrid                                                         |
| 2003                                                  | Pavel Nedvěd                                                        | cseh                                                                | Juventus                                                            |
| 2004                                                  | Andrij Sevcsenko                                                    | ukrán                                                               | AC Milan                                                            |
| 2005                                                  | Ronaldinho                                                          | brazil                                                              | FC Barcelona                                                        |
| 2006                                                  | Fabio Cannavaro                                                     | olasz                                                               | Real Madrid                                                         |
| 2007                                                  | Kaká                                                                | brazil                                                              | AC Milan                                                            |
| 2008                                                  | Cristiano Ronaldo                                                   | portugál                                                            | Manchester United                                                   |
| 2009                                                  | Lionel Messi                                                        | argentin                                                            | FC Barcelona                                                        |
| 2010-től 2015-ig összevonva a FIFA Aranylabda díjával |                                                                     |                                                                     |                                                                     |
| 2010                                                  | Lionel Messi (2)                                                    | argentin                                                            | FC Barcelona                                                        |
| 2011                                                  | Lionel Messi (3)                                                    | argentin                                                            | FC Barcelona                                                        |
| 2012                                                  | Lionel Messi (4)                                                    | argentin                                                            | FC Barcelona                                                        |
| 2013                                                  | Cristiano Ronaldo (2)                                               | portugál                                                            | Real Madrid                                                         |
| 2014                                                  | Cristiano Ronaldo (3)                                               | portugál                                                            | Real Madrid                                                         |
| 2015                                                  | Lionel Messi (5)                                                    | argentin                                                            | FC Barcelona                                                        |
| 2016-tól ismét önálló díj                             |                                                                     |                                                                     |                                                                     |
| 2016                                                  | Cristiano Ronaldo (4)                                               | portugál                                                            | Real Madrid                                                         |
| 2017                                                  | Cristiano Ronaldo (5)                                               | portugál                                                            | Real Madrid                                                         |
| 2018                                                  | Luka Modrić                                                         | horvát                                                              | Real Madrid                                                         |
| 2019                                                  | Lionel Messi (6)                                                    | argentin                                                            | FC Barcelona                                                        |
| 2020                                                  | A Covid19-pandémia miatt félbeszakadt szezon miatt nem osztották ki | A Covid19-pandémia miatt félbeszakadt szezon miatt nem osztották ki | A Covid19-pandémia miatt félbeszakadt szezon miatt nem osztották ki |
| 2021                                                  | Lionel Messi (7)                                                    | argentin                                                            | Paris Saint-Germain                                                 |
| 2022                                                  | Karim Benzema                                                       | francia                                                             | Real Madrid                                                         |
| 2023                                                  | Lionel Messi (8)                                                    | argentin                                                            | Inter Miami                                                         |
| 2024                                                  | Rodri                                                               | spanyol                                                             | Manchester City                                                     |

## Magyar játékosok helyezései
| Év   | Játékos         | Klub                 | Helyezés | Forrás |
| ---- | --------------- | -------------------- | -------- | ------ |
| 1956 | Puskás Ferenc   | Honvéd               | 4.       | [ 11 ] |
| 1956 | Bozsik József   | Honvéd               | 6.       | [ 11 ] |
| 1956 | Kocsis Sándor   | Honvéd               | 8.       | [ 11 ] |
| 1957 | Kubala László   | Barcelona            | 5.       | [ 12 ] |
| 1957 | Bozsik József   | Honvéd               | 9.       | [ 12 ] |
| 1957 | Grosics Gyula   | Tatabánya            | 12.      | [ 12 ] |
| 1957 | Kocsis Sándor   | Young Fellows Zürich | 20.      | [ 12 ] |
| 1959 | Tichy Lajos     | Honvéd               | 6.       | [ 13 ] |
| 1959 | Puskás Ferenc   | Real Madrid          | 7.       | [ 13 ] |
| 1959 | Grosics Gyula   | Tatabánya            | 13.      | [ 13 ] |
| 1959 | Bundzsák Dezső  | Vasas                | 13.      | [ 13 ] |
| 1959 | Albert Flórián  | Ferencvárosi TC      | 20.      | [ 13 ] |
| 1959 | Göröcs János    | Újpesti Dózsa        | 23.      | [ 13 ] |
| 1960 | Puskás Ferenc   | Real Madrid          | 2.       | [ 14 ] |
| 1960 | Sándor Károly   | MTK                  | 19.      | [ 14 ] |
| 1960 | Göröcs János    | Újpesti Dózsa        | 19.      | [ 14 ] |
| 1961 | Puskás Ferenc   | Real Madrid          | 5.       | [ 15 ] |
| 1961 | Grosics Gyula   | Tatabánya            | 10.      | [ 15 ] |
| 1961 | Tichy Lajos     | Honvéd               | 28.      | [ 15 ] |
| 1962 | Göröcs János    | Újpesti Dózsa        | 10.      | [ 16 ] |
| 1962 | Albert Flórián  | Ferencvárosi TC      | 19.      | [ 16 ] |
| 1962 | Solymosi Ernő   | Újpesti Dózsa        | 19.      | [ 16 ] |
| 1962 | Tichy Lajos     | Honvéd               | 25.      | [ 16 ] |
| 1963 | Albert Flórián  | Ferencvárosi TC      | 13.      | [ 17 ] |
| 1963 | Sándor Károly   | MTK                  | 17.      | [ 17 ] |
| 1964 | Bene Ferenc     | Újpesti Dózsa        | 11.      | [ 18 ] |
| 1964 | Albert Flórián  | Ferencvárosi TC      | 16.      | [ 18 ] |
| 1965 | Albert Flórián  | Ferencvárosi TC      | 6.       | [ 19 ] |
| 1965 | Puskás Ferenc   | Real Madrid          | 13.      | [ 19 ] |
| 1965 | Bene Ferenc     | Újpesti Dózsa        | 17.      | [ 19 ] |
| 1966 | Albert Flórián  | Ferencvárosi TC      | 5.       | [ 20 ] |
| 1966 | Bene Ferenc     | Újpesti Dózsa        | 6.       | [ 20 ] |
| 1966 | Farkas János    | Vasas                | 7.       | [ 20 ] |
| 1967 | Albert Flórián  | Ferencvárosi TC      | 1.       | [ 21 ] |
| 1967 | Farkas János    | Vasas                | 10.      | [ 21 ] |
| 1968 | Dunai Antal     | Újpesti Dózsa        | 12.      | [ 22 ] |
| 1968 | Albert Flórián  | Ferencvárosi TC      | 17.      | [ 22 ] |
| 1968 | Szűcs Lajos     | Ferencvárosi TC      | 17.      | [ 22 ] |
| 1968 | Bene Ferenc     | Újpesti Dózsa        | 24.      | [ 22 ] |
| 1969 | Bene Ferenc     | Újpesti Dózsa        | 18.      | [ 23 ] |
| 1971 | Bene Ferenc     | Újpesti Dózsa        | 10.      | [ 24 ] |
| 1972 | Dunai Antal     | Újpesti Dózsa        | 15.      | [ 25 ] |
| 1976 | Nyilasi Tibor   | Ferencvárosi TC      | 14.      | [ 26 ] |
| 1977 | Nyilasi Tibor   | Ferencvárosi TC      | 7.       | [ 27 ] |
| 1977 | Törőcsik András | Újpesti Dózsa        | 26.      | [ 27 ] |
| 1981 | Törőcsik András | Újpesti Dózsa        | 11.      | [ 28 ] |
| 1981 | Nyilasi Tibor   | Ferencvárosi TC      | 28.      | [ 28 ] |
| 1983 | Nyilasi Tibor   | Austria Wien         | 33.      | [ 29 ] |
| 1985 | Détári Lajos    | Honvéd               | 21.      | [ 30 ] |
| 1985 | Nyilasi Tibor   | Austria Wien         | 21.      | [ 30 ] |

### Magyar játékosok szereplései összesen
- Albert Flórián (7)
- Bene Ferenc (6)
- Puskás Ferenc (5)
- Nyilasi Tibor (5)
- Grosics Gyula (3)
- Tichy Lajos (3)
- Göröcs János (3)
- Törőcsik András (2)
- Bozsik József (2)
- Kocsis Sándor (2)
- Sándor Károly (2)
- Dunai Antal (2)
- Farkas János (2)
- Kubala László (1)
- Szűcs Lajos (1)
- Solymosi Ernő (1)
- Bundzsák Dezső (1)
- Détári Lajos (1)